# Sándor Herz
Sándor Herz, též Alexander Herz (5. prosince 1875 Dobšiná – 17. listopadu 1938 poblíž Vladivostoku) byl československý politik maďarské národnosti a senátor za Komunistickou stranu Československa.

## Biografie
Počátkem 20. století se angažoval v sociálně demokratickém hnutí v domovském Lučenci. V roce 1906 pronesl projev na schůzi místních sociálních demokratů. Levicoví intelektuálové se ve 20. letech 20. století scházeli na týdenní porady v domě rodiny Herzů. Vydával odbornou literaturu. Přeložil spis o hypnóze A hypnotismus vagy a suggestio és a psychotherapia. V Lučenci působil od roku 1902. Střední školu absolvoval v Kežmarku, pak studoval v Prešpurku a získal kvalifikaci jako lékař – dentista. Za první světové války bojoval na italské frontě. Počátkem 20. let patřil mezi zakladatele KSČ v Lučenci a byl předsedou místní stranické organizace. Angažoval se v Maďarské republice rad, pak byl po několik měsíců vykázán z Lučence.
V parlamentních volbách v roce 1925 získal za KSČ senátorské křeslo v Národním shromáždění. V senátu zasedal do roku 1929. Profesí byl lékařem v Lučenci.